# Колаче
Колаче (пол. Kołacze) — село в Польщі, у гміні Старий Брус Володавського повіту Люблінського воєводства. Населення — 414 осіб (2011).

## Історія
За даними етнографічної експедиції 1869—1870 років під керівництвом Павла Чубинського, у селі переважно проживали греко-католики, які розмовляли українською мовою.
У 1921 році село входило до складу гміни Ганськ Володавського повіту Люблінського воєводства Польської Республіки.
У 1975—1998 роках село належало до Холмського воєводства.

## Демографія
Станом на 10 вересня 1921 року в селі налічувалося 48 будинків та 341 мешканець, з них:
- 162 чоловіки та 179 жінок;
- 248 православних, 80 римо-католиків, 13 юдеїв;
- 216 українців, 111 поляків, 13 євреїв, 1 особа іншої національності.

Демографічна структура станом на 31 березня 2011 року:
|          | Загалом | Допрацездатний вік | Працездатний вік | Постпрацездатний вік |
| -------- | ------- | ------------------ | ---------------- | -------------------- |
| Чоловіки | 213     | 39                 | 150              | 24                   |
| Жінки    | 201     | 44                 | 121              | 36                   |
| Разом    | 414     | 83                 | 271              | 60                   |